# Cheryl Reeve
Cheryl Reeve (ur. 20 września 1966) – amerykański trenerka koszykarska, obecnie trenerka i główny menadżer drużyny WNBA –Minnesota Lynx.

## Osiągnięcia
Drużynowe
- Mistrzostwo:
  - olimpijskie (2024)[1]
  - WNBA (2006¹, 2008¹, 2011, 2013, 2015, 2017)
  - turnieju konferencji Atlantic 10 (1992, 1995)¹
  - sezonu regularnego Atlantic 10 (1994, 1995)¹
- Wicemistrzostwo WNBA (2001¹, 2007¹, 2012, 2016)

Indywidualne
- Trenerka roku WNBA (2011, 2016, 2020)[2]
- Menedżerka roku WNBA (2019)
- Trenerka drużyny Zachodu podczas meczu gwiazd WNBA (2013, 2014)

¹ – jako asystentka trenera